# Rikha Lobsang Tenzin
Pour les articles homonymes, voir Lobsang Tenzin (homonymie).
Rikha Lobsang Tenzin tibétain : རི་ཁ་བློ་བཟན་བསྟན་འཛིན, Wylie : ri kha blo bzan bstan 'dzin (1942 à Shigatsé au Tibet-1993) est un homme politique et écrivain tibétain.

## Biographie
Rikha Lobsang Tenzin est né en 1942 à Shigatsé au Tibet. Après s'être exilé en Inde, il apprend l'anglais dans la première école tibétaine de Mussoorie, puis suit une formation d'enseignant à Lucknow. Il a enseigné au TCV de Dharamsala, à la Tibetan Homes Foundation de Mussoorie de 1962 à 1968 et à l'École centrale pour les Tibétains (CST). Il est élu membre du Parlement tibétain en exil en 1972. A la fin de son mandat en 1976, il est nommé secrétaire du Département de l'éducation. Après sa démission en 1982 du poste de secrétaire, il devient rédacteur en chef de la section des publications du département de l'éducation. En 1990, il est l’un des cinq membres du « Comité de rédaction de la Constitution » dirigé par Juchen Thupten Namgyal, et comprenant aussi Wangdue Dorjee, Samdhong Rinpoché et Kirti Rinpoché  . En 1992, il part aux États-Unis en tant que boursier « Fulbright ». Il est l'auteur de livres en tibétain. Il est mort en 1993.

## Publications
- (bo) Rgyan mkhoʼi chos srid śes bya gnas bsdus (1972)
- (bo) Domed Khepa Gendun Chophel (Tib. mdo smad mkhas pa dge ‘dun chos ‘phel), Varanasi, 1972 (première biographie tibétaine de Gendun Chophel)[3]
- (bo) ʼDzin grwa bdun paʼi slob deb (1994)
- (bo) Rgya-gar naṅ paʼi gnas chen khag gi gnas yig (1996)
- (bo + en) avec Robert Poczik, English-tibetan dictionary, དབྱིན་བོད་ཤན་སྦྱར་གྱི་སྐད་དེབ། (dbyin bod shan sbyar gyi skad deb) (2018), Department of Education, Central Tibetan Administration,  (ISBN 9789384062569 et 9384062561)